# John Jarlath Dooley
John Jarlath Dooley SSCME (* 6. Juli 1906 in Kilmaine, Irland; † 18. September 1997) war ein irischer Kurienerzbischof der römisch-katholischen Kirche.

## Leben
John Jarlath Dooley trat der Missionsgesellschaft von St. Columban bei und empfing am 20. Dezember 1931 das Sakrament der Priesterweihe.
Am 18. Oktober 1951 ernannte ihn Papst Pius XII. zum Titularerzbischof von Macra und bestellte ihn zum Apostolischen Delegaten in Indochina. Der Apostolische Nuntius auf den Philippinen, Erzbischof Egidio Vagnozzi, spendete ihm am 21. Dezember desselben Jahres die Bischofsweihe; Mitkonsekratoren waren der Apostolische Vikar von Vĩnh Long, Pierre Martin Ngô Đình Thục, und der Apostolische Vikar von Phnom-Penh, Jean-Baptiste-Maximilien Chabalier MEP. Am 15. September 1959 bestellte ihn Papst Johannes XXIII. zum Mitarbeiter im Staatssekretariat des Heiligen Stuhls.
John Jarlath Dooley nahm an allen vier Sitzungsperioden des Zweiten Vatikanischen Konzils teil. 1966 trat Dooley von seiner Tätigkeit im Staatssekretariat zurück.